# بارغا
بَرغَة أو (نقحرة: بارغا) (باليونانية: Πάργα) هي مدينة في بروزة في إقليم وسط اليونان في اليونان. من أشهر ابنائها الصدر الاعظم إبراهيم باشا الفرنجي .

## أعلام
- إبراهيم باشا الفرنجي